# جيمس بلانشارد (سياسي)
جيمس بلانشارد هو سياسي كندي، ولد في 8 يناير 1876 بيوكسبريدج في كندا، وتوفي في 17 يوليو 1952 بميلتون في كندا. حزبياً، نشط في حزب أونتاريو المحافظ التقدمي. وقد انتخب عضو برلمان مقاطعة أونتاريو.